# Kémkölykök: Armageddon
A Kémkölykök: Armageddon (eredeti cím: Spy Kids: Armageddon) 2023-ban bemutatott amerikai akció–filmvígjáték, amelyet Robert Rodríguez rendezett. A 2011-es Kémkölykök 4D: A világ minden ideje című film folytatása. A főbb szerepekben Gina Rodriguez, Zachary Levi, Connor Esterson, Everly Carganilla, D. J. Cotrona és Billy Magnussen látható.
Amerikában és Magyarországon 2023. szeptember 22-én mutatták be a Netflixen.

## Cselekmény
Amikor a világ legnagyobb titkos ügynökeinek gyermekei akaratlanul segítenek egy nagyhatalmú játékfejlesztőnek elszabadítani egy számítógépes vírust, amely minden technológia feletti uralmat biztosít számára, nekik maguknak is kémekké kell válniuk, hogy megmentsék szüleiket és a világot.

## Szereplők
| Szerep                        | Színész           | Magyar hang     |
| ----------------------------- | ----------------- | --------------- |
| Nora Torrez                   | Gina Rodriguez    | Pap Katalin     |
| Terrence Tango                | Zachary Levi      | Széles Tamás    |
| Antonio "Tony" Tango-Torrez   | Connor Esterson   | Rostás Ábel     |
| Patricia "Patty" Tango-Torrez | Everly Carganilla | Schmidt Regina  |
| Devlin                        | D. J. Cotrona     | Varga Gábor     |
| Rey 'A király' Kingston       | Billy Magnussen   | Markovics Tamás |

### Magyar változat
- Magyar szöveg: Tóth Gábor
- Hangmérnök és vágó: Bogdán Gergő
- Gyártásvezető: Bogdán Anikó
- Szinkronrendező: Dobay Brigitta
- Produkciós vezető: Haramia Judit

A szinkront a Iyuno Hungary készítette el.

## A film készítése
Kiderült, hogy 2021 januárjában készül a Kémkölykök rebootja, amelynek középpontjában egy multikulturális család áll. A sorozat alkotója, Robert Rodríguez visszatér íróként és rendezőként. A Netflix a következő év márciusában megszerezte a forgalmazási jogokat, így ez lett a második Kémkölykök projekt, amelyet a platform számára készítettek.